# Farkas-hegy
Farkas-hegy är en kulle i Ungern.   Den ligger i provinsen Pest, i den centrala delen av landet, 8 km väster om huvudstaden Budapest. Toppen på Farkas-hegy är 284 meter över havet.
Terrängen runt Farkas-hegy är platt söderut, men norrut är den kuperad. Runt Farkas-hegy är det tätbefolkat, med 530 invånare per kvadratkilometer. Närmaste större samhälle är Budapest, 7,6 km öster om Farkas-hegy. Omgivningarna runt Farkas-hegy är en mosaik av jordbruksmark och naturlig växtlighet.